# Arthur Heude
Arthur Heude (24 giugno 2005) è uno sciatore alpino francese.

## Biografia
Specialista delle prove tecniche attivo dal novembre del 2021, Arthur Heude ha esordito in Coppa Europa il 3 febbraio 2025 a Soldeu in slalom gigante (34º) e ai successivi Mondiali juniores di Tarvisio 2025 ha vinto la medaglia d'oro nella gara a squadre; non ha ha debuttato in Coppa del Mondo e non ha preso parte a rassegne olimpiche o iridate.

## Palmarès

### Mondiali juniores
- 1 medaglia:
  - 1 oro (gara a squadre a Tarvisio 2025)

### Coppa Europa
- Miglior piazzamento in classifica generale: 171º nel 2025